# Stanislav Ježík
Stanislav Ježík (* 11. Februar 1972 in Dubnica nad Váhom) ist ein ehemaliger slowakischer Skilangläufer.

## Werdegang
Ježík, der für den ZŤS Dubnica startete, gewann bei den Juniorenweltmeisterschaften 1992 in Vuokatti die Bronzemedaille über 30 km Freistil und holte im März 1993 in Štrbské Pleso mit dem 29. Platz über 15 km klassisch seinen einzigen Weltcuppunkt. Bei den Weltmeisterschaften 1997 in Trondheim lief er auf den 53. Platz über 10 km klassisch, auf den 46. Rang über 30 km Freistil und auf den 35. Platz in der Verfolgung. Zudem wurde er dort zusammen mit Ivan Bátory, Martin Bajčičák und Andrei Paricka Neunter in der Staffel. Seine besten Platzierungen bei den Olympischen Winterspielen 1998 in Nagano waren der 46. Platz über 30 km klassisch und der 11. Rang mit der Staffel. Seine letzten internationalen Rennen absolvierte er bei den Weltmeisterschaften 1999 in Ramsau am Dachstein. Dort kam er auf den 65. Platz über 10 km klassisch, auf den 57. Rang in der Verfolgung und auf den 48. Platz über 50 km klassisch.

## Teilnahmen an Weltmeisterschaften und Olympischen Winterspielen

### Olympische Spiele
- 1998 Nagano: 11. Platz Staffel, 45. Platz 30 km klassisch, 57. Platz 15 km Verfolgung, 64. Platz 10 km klassisch

### Nordische Skiweltmeisterschaften
- 1997 Trondheim: 9. Platz Staffel, 35. Platz 15 km Verfolgung, 46. Platz 30 km Freistil, 53. Platz 10 km klassisch
- 1999 Ramsau am Dachstein: 48. Platz 50 km klassisch, 57. Platz 15 km Verfolgung, 65. Platz 10 km klassisch